# Ричардсон, Роберт (поэт)
Роберт Ричардсон (1850–1901) — австралийский детский поэт и писатель и, вероятно, первый детский писатель-австралиец. Он родился в Новом Южном Уэльсе в семье Джона Ричардсона, политика и кладовщика, и жены Жанет, сестры Питера Николя Рассела.

Ричардсон получил степень бакалавра в университете Сиднея, после чего прославился рядом публикаций в сиднейских и австралийских изданиях. Он также состоял в предприятии "Richardson and Company" (Армидейл), основанным его отцом.
В 1886 году он покинул Австралию ради жизни в Эдинбурге, после чего вернулся в Сидней примерно в 1894 году. Он скончался в Армидейле в октябре 1901 года.

### Детская фантастика
- Our Junior Mathematical Master; and, A Perilous Errand (1876)
- Black Harry, or, Lost in the Bush (1877)
- The Young Cragsman and Other Stories (1878)
- A Little Australian Girl, or, The Babes in the Bush; and, Jim : A Little Nigger (1881)
- Little Flotsam : A Story for Boys and Girls, and Other Tales (1881)
- The Best of Chums and Other Stories (1881)
- A Lighthouse Keeper for a Night and Other Stories (1881)
- The Hut in the Bush : A Tale of Australian Adventure, and Other Stories (1883)
- Adventurous Boat Voyages (1884)

### Поэзия
- Willow and Wattle : Poems (1893)